# 王敛福
王敛福（？—？），字凝箕，号凤山，山東諸城人，清朝政治人物。进士出身。

## 生平
康熙六十年（1721年）辛丑科進士。授兵部主事，迁员外郎，調吏部文选、考功司郎中，乾隆九年（1744年）出官松江府知府。乾隆十五年（1750年）调颍州。病归卒。著有《凤山诗集》。